# Otto (orkaan)
Orkaan Otto is een tropische cycloon die ontstond in november 2016 in de Caraïbische Zee. Het is de vijftiende genaamde storm van het Atlantische seizoen en de zevende tropische cycloon.
Op 12 november 2016 werd een lagedrukgebied waargenomen waarvan de kans zo'n 20% werd geacht dat deze zich binnen vijf dagen tot orkaan kon vormen. Op 21 november werd dit lagedrukgebied geclassificeerd als tropische depressie 16, die zich toen 480 kilometer oost van Bluefields in Nicaragua bevond. Aan het einde van die dag werd de classificatie die van tropische storm Otto. Laat op 22 november had het zich ontwikkeld tot een tropische cycloon. Nog niet eerder heeft zich in het Caraïbisch gebied zo laat in het seizoen een orkaan gevormd, een dag later dan orkaan Martha uit 1969. Op 23 november bewoog de orkaan zich westelijk en zwakte af tot een tropische storm. Daarna nam storm echter weer toe tot categorie 2, totdat op 24 november het oog van Otto aan land kwam in Nicaragua bij de grens met Costa Rica. Daarmee is het de zuidelijkste orkaan in Centraal-Amerika.
Boven land verzwakte Otto, maar behield zijn tropische eigenschappen en belandde zo boven de Grote Oceaan. Daarmee was het de eerste orkaan sinds Cesar–Douglas uit 1996 die de overgang van de Atlantische naar de Grote Oceaan overleefde en de eerste die daarbij zijn naam behield.